# Mohr-só
A Mohr-só (más néven vas(II)-ammónium-szulfát, ammónium-vas(II)-szulfát) egy szervetlen vegyület, a vas(II)-szulfát és az ammónium-szulfát kettős sója. Halványzöld színű, monoklin szerkezetű kristályokat alkot. Vízben oldódik, alkoholban nem. Vizes oldatából a hat mól kristályvizet tartalmazó hexahidrátja kristályosítható ki, ennek képlete (NH4)2Fe(SO4)2 · 6 H2O. Az analitikai kémiában titrálásokhoz használják. Karl Friedrich Mohr német kémikusról kapta a nevét.

## Kémiai tulajdonságai
A Mohr-só kémiai tulajdonságai a vas(II)-szulfát tulajdonságaira emlékeztetnek. A legfontosabb különbség az, hogy a levegőn sokkal lassabban oxidálódik, tovább eltartható.

## Előállítása
A vas(II)-szulfát kénsavas oldatából állítható elő, ammónium-szulfát hozzáadásával. Ezután az oldatot bepárolják, a só kikristályosodik.
Egyenlet: Fe + H2SO4 → FeSO4 + H2
FeSO4 + (NH4)2SO4 + 6 H2O → Fe(NH4)2(SO4)2.6 H2O

## Felhasználása
A Mohr-sót általában a vas(II)-szulfát helyett használják titrálásokhoz, mivel így a levegő oxigénje sokkal kevésbé befolyásol, mint a vas(II)-szulfát esetében. Az analitikai kémiában a kálium-permanganát-mérőoldat beállítására használják.